# Distretto di Kemaliye
Il distretto di Kemaliye (in turco Kemaliye ilçesi) è uno dei distretti della provincia di Erzincan, in Turchia.